# Jan Edmund Reszke
Jan Edmund Reszke vel Piotr Juszczak (ur. 1909, zm. 25 lipca 1950 w Zgorzelcu) – muzyk i kompozytor pochodzący z rodziny śpiewaków Jana, Edwarda i Józefiny (Kronenberg) Reszke. 
Studia ukończył w poznańskim Konserwatorium w klasie skrzypiec, a następnie kompozycję i dyrygenturę w Universität für Musik und darstellende Kunst w Wiedniu. Po ukończeniu studiów mieszkał i pracował w Poznaniu. Prowadził męski chór katedralny, tworzył ilustracje muzyczne w Polskim Radiu. Założył i prowadził kilka śpiewających drużyn harcerskich. W roku 1936 wydał Śpiewnik dla szkół podstawowych. Za działalność w okresie okupacji dla jednych jest bohaterem, dla innych kolaborantem.
W roku 1945 poszukiwany przez NKWD. Przyjaciele z toruńskiego oddziału WiN (ksiądz Paweł Goga i Brunon Dębski) dostarczyli mu dokumenty na nazwisko Piotr Antoni Juszczak. Wyjechał z rodziną do Wrocławia, a następnie do Zgorzelca, gdzie prowadził prywatną szkołę muzyczną.

## Twórczość
- Trzy Symfonie/Es-dur, g-moll i C-dur
- Oratorium "Kościerzyna " do sł. W. Szalay-Groele
- Msza harcerska "Czuwaj dla Pana" op.32 nr.7
- Msza F-dur op.32 nr.9

oraz wiele piosenek dla dzieci i młodzieży:
- Modlitwa przy harcerskim ognisku[1]
- Hymn ministrantów[2]

Partytury w posiadaniu syna Eulogiusza Juszczaka zamieszkałego (prawdopodobnie) w Darłowie.